# ジェームズ・モール (第4代パンミュア伯爵)
第4代パンミュア伯爵ジェームズ・モール（英語: James Maule, 4th Earl of Panmure、1658年/1659年 – 1723年4月22日）は、スコットランド貴族、ジャコバイト。1715年ジャコバイト蜂起に参加し、蜂起が失敗した後は大陸ヨーロッパに逃亡した。本国では私権剥奪され、爵位と領地を失った。

## 生涯
第2代パンミュア伯爵ジョージ・モール（1619年 – 1671年）と妻ジーン（Jean、旧姓キャンベル（Campbell）、1624年/1625年 – 1703年、初代ラウドン伯爵ジョン・キャンベルの長女）の五男として、1658年/1659年に生まれた。青年期に大陸ヨーロッパに渡り、再統合戦争におけるルクセンブルク包囲戦（1684年）で志願兵としてに参戦した。
1686年2月1日に兄ジョージが死去すると、パンミュア伯爵位を継承した。同年4月29日に宣誓してスコットランド王国議会議員に就任、5月13日に宣誓してスコットランド枢密院の枢密顧問官に就任した。パンミュア伯爵は国王ジェームズ2世を支持したが、熱烈なプロテスタントでもあり、ジェームズ2世の信仰自由宣言に反対して1687年3月10日に枢密顧問官を除名された。
その後もジェームズ2世を支持、1688年の名誉革命でジェームズ2世がフランスに逃亡した後も態度を変えなかった。1689年1月にロンドンに向かい、義父ハミルトン公爵ウィリアム・ダグラス＝ハミルトンからウィリアム3世を支持するよう説得されたが、パンミュア伯爵は拒否した。3月1日にエディンバラに戻る許可を与えられ、14日にはスコットランドでの仮議会に出席し、16日に仮議会が適法とする宣言に署名した。ウィリアム3世とメアリー2世の承認に反対したが、結局可決され、パンミュア伯爵は2人への宣誓を拒否し、以降2度と議会に出席しなかった。アン女王の治世では1707年にスコットランド王国とイングランド王国の合同に反対、1690年代より続けていたブレッチン城の再建を1709年に完成させた。また、ジャコバイトの第4代パース伯爵ジェームズ・ドラモンド（ジャコバイト貴族では初代パース公爵）は1705年にパンミュア伯爵を信頼できる人物だと評している。
1715年ジャコバイト蜂起が勃発すると、エディンバラを離れて自領に戻り、ブレッチンでジェームズ老僭王を「ジェームズ8世および3世」と称して挙兵、415人からなる歩兵連隊を招集して同年11月13日のシェリフミュアの戦いに参戦した。パンミュア伯爵はシェリフミュアの戦いで重傷を負って捕虜にされたが、弟ハリーに救出された。1716年2月にブレッチン城で老僭王を招待した後、蜂起の失敗に伴い2月に老僭王とともにフランスに逃亡した。4月8日にはアヴィニョンで老僭王によりシッスル勲章を授与されたが、6月30日に本国の議会で私権剥奪され、爵位と領地を没収された。パンミュア伯爵の領地は1719年10月に60,400ポンドでヨーク建設会社（York Building Company）に売却され、妻マーガレットと弟ハリーが1724年に領地を租借した。
パンミュア伯爵はジャコバイト宮廷とともにイタリアに渡ったが、宮廷で無視されたと失望し、1718年2月にヴェネツィア経由でフランスに戻った。パリで在フランスイギリス大使の第2代ステア伯爵ジョン・ダルリンプルに連絡したが、領地回復の代償にハノーヴァー朝に対する忠誠宣誓が必要だとわかるとそれを拒否した。以降フランスに滞在してモールの家族史を研究、1720年にイヴリーヌ県のモールを訪れた。
1723年4月11日にパリで胸膜炎により病死した。

## 家族
1687年3月5日にマーガレット・ハミルトン（Margaret Hamilton、1731年12月6日没、ハミルトン公爵ウィリアム・ダグラス＝ハミルトンと第3代ハミルトン女公爵アン・ハミルトンの娘）と婚約、後に正式に結婚した。2人の間に子供はいなかったが、マーガレットはモール家の再興に力を入れ、1724年に租借という形でパンミュア伯爵の旧領を取り戻した。